# Alexandre Panarine
Alexandre Sergueïévitch Panarine (en russe : Александр Сергеевич Панарин), né le 26 décembre 1940, à Gorlovka, oblast de Donetsk, Ukraine, URSS et mort à Moscou en Russie le 25 septembre 2003, est un philosophe soviétique et puis russe, politologue, publiciste, personnalité active de la vie publique. Panarine est reconnu pour son approche novatrice de la compréhension des problèmes sociaux et religieux. Il est l'un des principaux spécialistes russe en matière de mondialisation, notamment connu pour sa critique de la société de consommation.
Panarine est docteur en philosophie, professeur au département de science politique (actuellement département de philosophie et de droit) à la faculté de philosophie de l'université de Moscou (Université d'État de Moscou).

## Biographie
Alexandre Panarine est diplômé de la faculté de philosophie de l'université d'État de Moscou en 1966 et obtient le diplôme terminal en 1971. Il travaille comme assistant à la faculté de philosophie de l'université russe d'économie Plekhanov (1966—1968; 1972—1975), puis devient maître de conférences, chef du département de gestion et enfin doyen de la faculté d'économie et de gestion à l'institut de formation supérieure des cadres et spécialistes du ministère des ressources pétrolières et minières de l'URSS (1976—1984). À partir de 1984 il est chercheur principal, chef de secteur, chef de laboratoire (en 1992), directeur du centre de recherche sociale et philosophique auprès de l'institut de Philosophie de l'Académie des sciences de Russie. Il travaille aussi à l' académie de l'État de culture slave (à partir de 1992). Il est professeur, docteur en philosophie, chef du département de la faculté de philosophie et de science politique de l'université d'État de Moscou (depuis 1989).
Sa thèse de maîtrise s'intitule Critique de la doctrine sociale de Jean Fourastié (1974), elle est complétée en 1991 par une thèse de doctorat intitulée Les processus de la civilisation moderne et le phénomène du néo-conservatisme (1991). Les travaux de Panarine sont consacrés aux problèmes de la philosophie politique, de la philosophie de la culture, de la philosophie de l'histoire, à l'analyse des tendances idéologiques hors de Russie et au processus de réforme contemporains en Russie.
Panarine est passé du statut de dissident libéral de l'époque soviétique à celui de patriote russe du tournant du millénaire. Selon son ami proche et collaborateur Valéri Rastorgouev (ru), il est resté toute sa vie dans une opposition forcée au pouvoir tout en prônant le renouveau spirituel et politique de la Russie et du peuple russe.
Il est membre effectif de quatre académies publiques russes et de l'académie des sciences de New York.
Il est inhumé à Moscou au cimetière Troïekourovskoïe.

## Prix et récompenses
- Prix Soljenitsyne en 2002 pour un livre de 1998 et un autre de 2000 : La revanche de l'histoire (1998) et La tentation de la mondialisation (2000).

## Œuvre
Alexandre Panarine est l'auteur de plus de 250 ouvrages scientifiques, dont 18 monographies, mais aussi de manuels et de manuels de vulgarisation sur les sciences politiques. Les plus connus qui l'on fait connaître sont : Politologie, Prévision politique sur la mondialisation, La civilisation orthodoxe et la mondialisation, Les agents de la mondialisation (plus tard, cet ouvrage a été inclus dans La tentation de la mondialisation (qui lui a valu la prix Soljenitsyne en 2002) et finalement L'instabilité stratégique au XXI s..
En plus de ces livres, Panarine écrit de nombreux articles en réponse aux évènements d'actualité : Dans quel monde devons nous vivre ? (prévisions géopolitiques en 1997), Notre proche avenir est dépassé sans espoir (dans lequel il prévoit une guerre civile mondiale entre riches et pauvres, ces derniers étant acculés et contraints de créer des forces mondiales d'auto-défense), Peuple sans élite: entre espoir et désespoir, Ontologie de la terreur (discours prononcé à la table ronde de l'université MGU organisée directement après les attentats de New York de 2001 et dans lequel Panarine s'élève sévèrement contre l'entrainement de la Russie dans les aventures anti-terroristes américaines), et enfin des articles dans la revue Zavtra, pour le 50e anniversaire de la mort de Staline dans lequel il compare le désir de réfuter un culte de la personnalité avec les développements de Freud à propos du Complexe d'Œdipe et la rébellion contre la figure du Père dans la famille patriarcale.

## Travaux
- Viktor Iline, A. Panarin, Aleksandr Samoïlovitch, A Axiezer /[Ильин, Виктор Васильевич, Réformes et contre-réformes en Russie/Реформы и контрреформы в России, Изд-во МГУ,‎ 1996, 400 p. (ISBN 5-211-03734-0)
- A Panarin/Панарин А. С., Intelligentsia russe dans les guerres mondiales et les révolutions du XX s. /Российская интеллигенция в мировых войнах и революциях XX века, [Эдиториал УРСС],‎ 1998, 352 p. (ISBN 5-901006-29-1, lire en ligne)
- A. Panarin/Панарин А. С., Prévision politique globales en terme d'instabilité stratégique/ Глобальное политическое прогнозирование в условиях стратегической нестабильности, Moscou, [Эдиториал УРСС],‎ 1999, 272 p. (ISBN 5-8360-0027-1)
- A Panarin/Панарин А. С., Sur le monde politique à l'Est et à l'Ouest/ О мире политики на Востоке и на Западе, Политология.,‎ 2000, 320 p. (ISBN 5-8013-0091-0)
- A Panarin/Панарин А. С., prévision politique sur la mondialisation/ Глобальное политическое прогнозирование,‎ 2001 (ISBN 5-9265-0002-8, lire en ligne)
- A Panarin/Панарин А. С., La tentation de la mondialisation/Искушение глобализмом, Эксмо-Пресс,‎ 2002, 416 p. (ISBN 5-04-009573-2, lire en ligne)
- A Panarin/Панарин А. С., Civilisation orthodoxe et mondialisation/Православная цивилизация в глобальном мире, Алгоритм,‎ 2002, 496 p. (ISBN 5-9265-0036-2, lire en ligne)
- Peuple sans élite (2006) (Recueil d'articles)[3]
- Le véritable rideau de fer (2007) (Recueil d'articles)[3]
- A. Paranin  Панарин А. С., Civilisation orthodoxe/ Православная цивилизация] / Сост., предисл. В. Н. Расторгуев / Отв. ред. О. А. Платонов., Moscou, institut de civilisation russe/ Институт русской цивилизации,,‎ 2014., 1248 p. (ISBN 978-5-4261-0122-7, [http://rusinst.ru/trudy-instituta/russkaya-civilizaciya1/pravoslavnaya_civilizaciya.html)

## Conférences
Chaque année depuis sa mort se tient une conférence annuelle internationale appelée Conférence Panarine (ru) sur des sujets en rapport avec ses recherches.